# آلین فوکن
آلین روتر-فوکن (به انگلیسی: Aline Rotter-Focken؛ زادهٔ ۱۰ مهٔ ۱۹۹۱) یک کشتی‌گیر آزادکار کشور آلمان است.
از افتخارات وی می‌توان به کسب کسب مدال طلا المپیک ۲۰۲۰ توکیو و مدال طلا مسابقات قهرمانی کشتی جهان ۲۰۱۴ و مدال نقره مسابقات قهرمانی کشتی جهان ۲۰۱۷ و دو مدال برنز مسابقات قهرمانی کشتی جهان ۲۰۱۹ و مسابقات قهرمانی کشتی جهان ۲۰۱۵ اشاره کرد.

## زندگی ورزشی
آلین در خانواده ای کشتی‌گیر در کرفلد آلمان متولد شد. چند نسل از خانواده او کشتی‌گیر هستند. او کشتی خود را در سال ۱۹۹۶ در رده نونهالان از باشگاه KSV Germania Krefeld آغاز کرد. اولین مربی او، پدرش هانس گورگ فوکن بود. در تیم ملی ابتدا تحت مربیگری یورگ هلم داخ و سپس زیر نظر پاتریک لوئس تمرین کرد. او در وزنهای ۵۳، ۶۳ و ۶۹ کیلوگرم کشتی گرفته است.
اولین موفقیت خود را در عرصه ملی در سال ۲۰۰۴ در مسابقات نوجوانان آلمان با کسب مقام سومی بدست آورد. در سال ۲۰۰۵ و ۲۰۰۶ در این مسابقات دوم شد. در سال ۲۰۰۷ در مسابقات جوانان آلمان مقام اول را کسب کرد و در سال ۲۰۰۸ به مقام دوم رسید.